# Oost- en West-Souburg

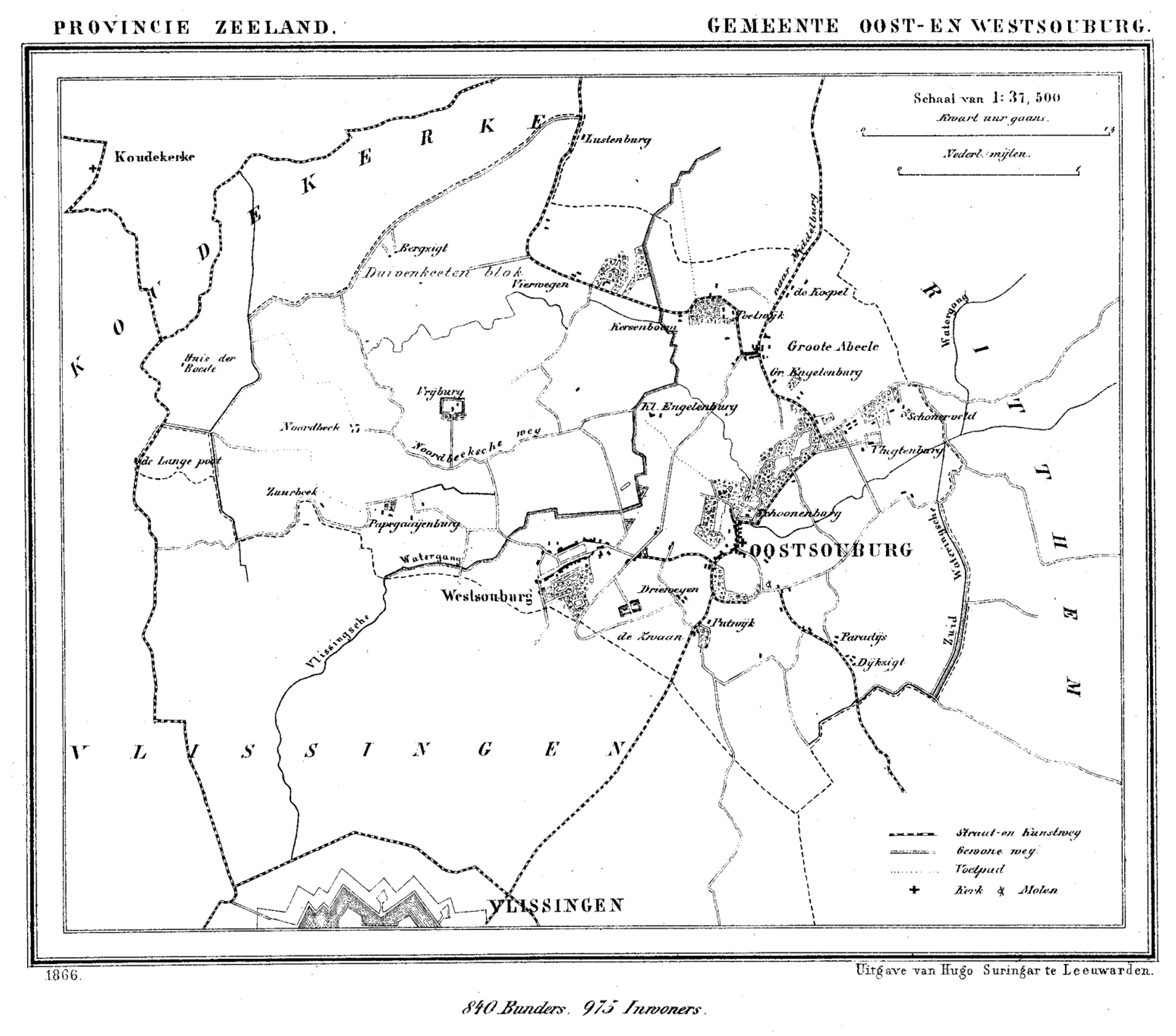
Kaart van Oost- en West-Souburg

Oost- en West-Souburg vormde van 1835 tot 1966 een gemeente in de Nederlandse provincie  Zeeland. Voor 1835 waren Oost- en West-Souburg aparte gemeenten. Wegens een teruglopend inwonertal is West-Souburg in 1835 bij Oost-Souburg gevoegd. Op 1 juli 1966 is 87% van de gemeente bij de gemeentelijke herindeling van Walcheren toegevoegd aan Vlissingen. Een noordelijke strook van de gemeente (7,7% van het totaal) met daarbij de buurtschap Nieuw-Abeele ging naar de gemeente Middelburg, terwijl een westelijk stuk (5½%) ingedeeld werd bij de gemeente Valkenisse).
In het regeringsvoorstel van 1965, ingediend door minister Smallenbroek, was Oost- en West-Souburg gehandhaafd als zelfstandige gemeente. Maar een amendement van het Kamerlid Scheps (PvdA) om Souburg bij Vlissingen te voegen, werd aangenomen met 79 tegen 37 stemmen.
De termen oost en west geven tegenwoordig aan aan welke kant van het Kanaal door Walcheren deze plaatsen liggen. Voor de aanleg van het kanaal in 1872 was de situatie anders. De molen 'De Pere', die nu in Oost-Souburg ligt, viel toen nog onder West-Souburg. Hetzelfde geldt voor de zuidzijde van de Westsouburgscheweg (in 1909 omgedoopt tot Kanaalstraat) en alles ten zuiden daarvan met als oostelijke grens de huidige Vlissingsestraat. Oost-Souburg strekte zich aan de westkant  uit tot voorbij de vliedberg bij de Bergweg.
Het oude gemeentehuis, dat toepasselijk de Middenhof heet, biedt nu onderdak aan Omroep Zeeland.

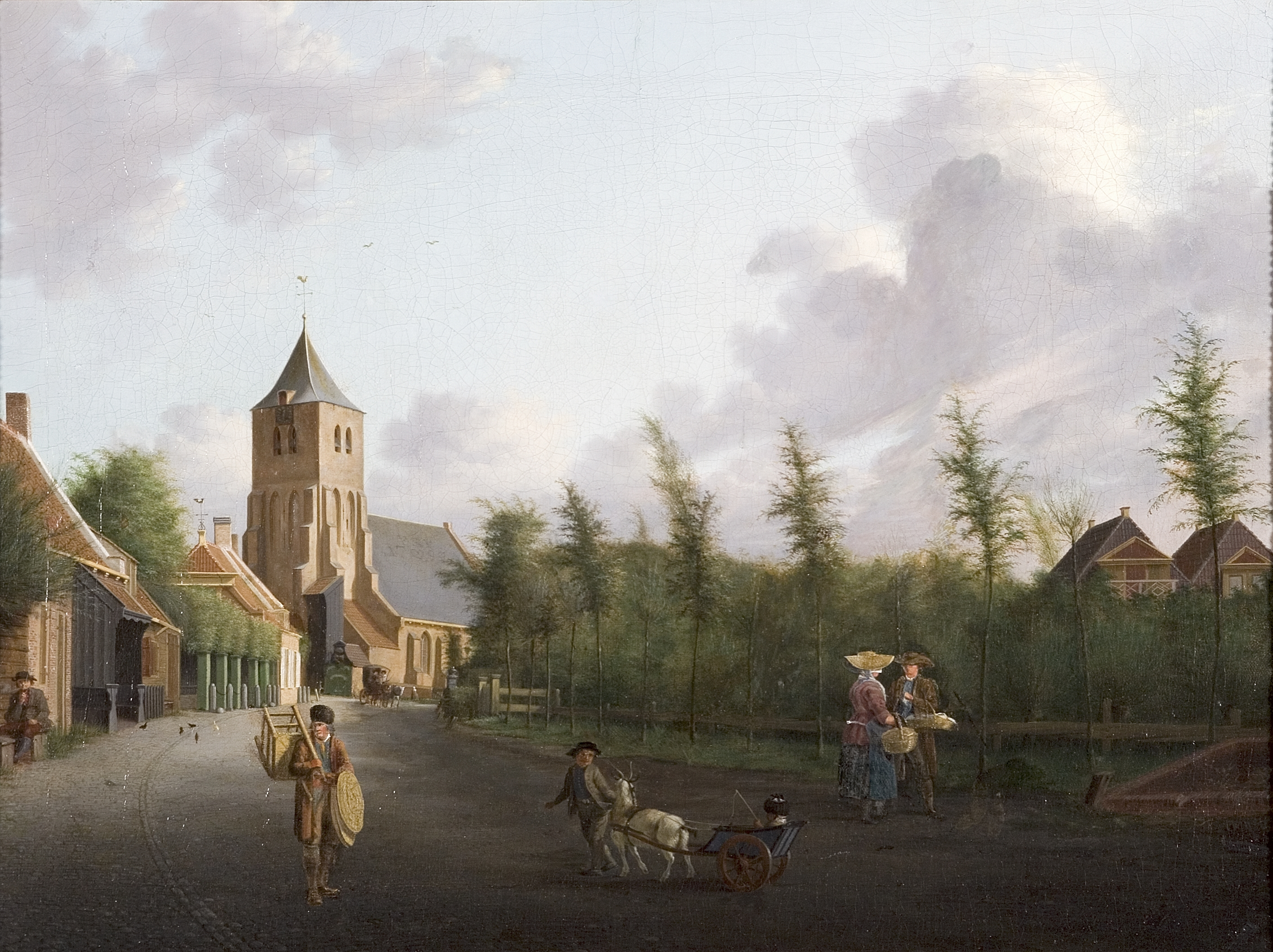
Souburg, 19e eeuw door J.P. Bourjé. Afbeelding & collectie: Zeeuws maritiem muZEEum, bruikleen Koninklijk Zeeuwsch Genootschap der Wetenschappen.

## Geboren
- Jacob Cornelis Willem Jobse (1903-1995), politicus